# Região H II

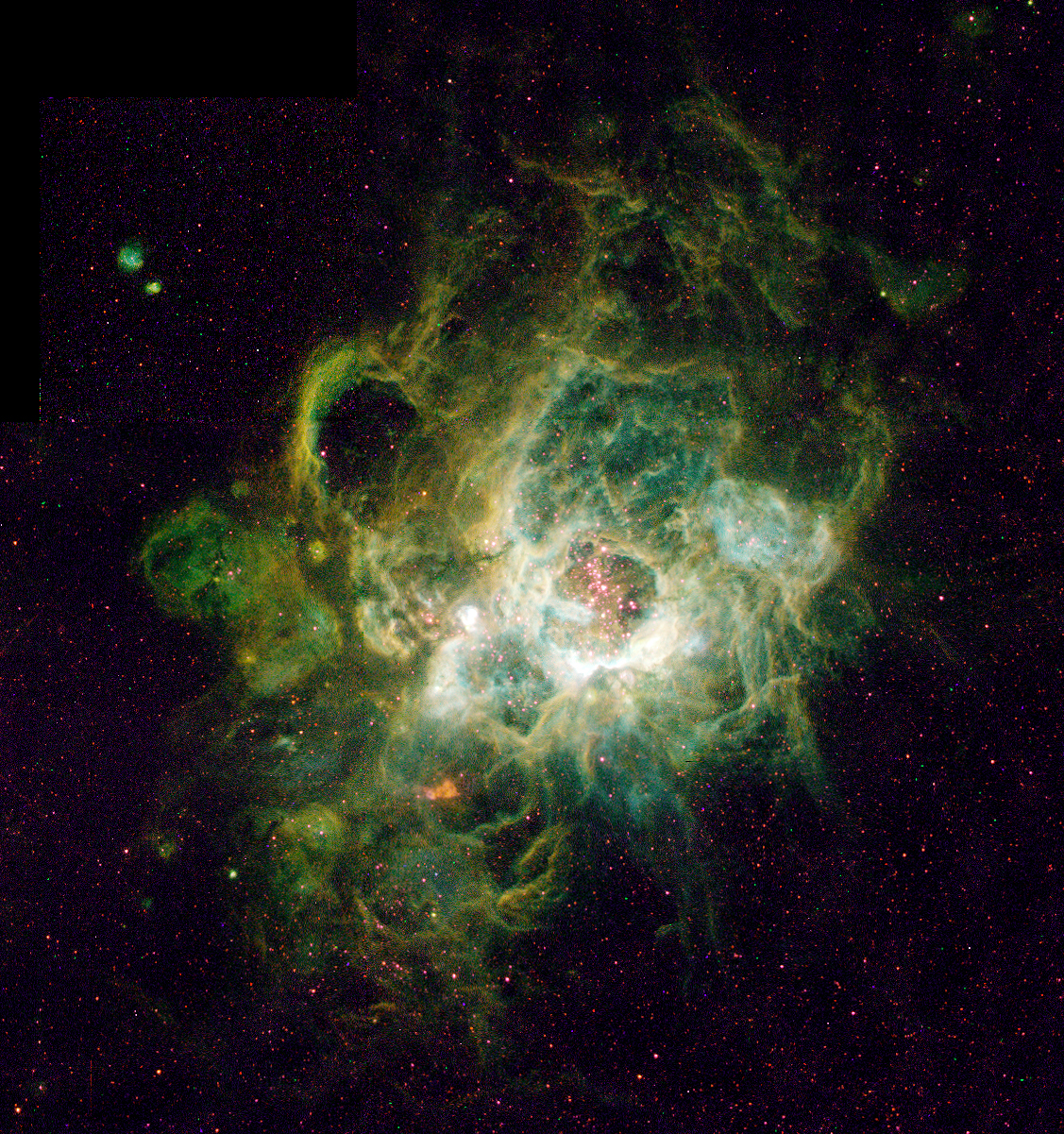
NGC 604, uma região HII gigante na galáxia do Triângulo

Uma Região HII é uma nuvem de gás incandescente de baixa densidade e de plasma. Geralmente possuem várias centenas de anos-luz de diâmetro, no qual a formação estelar está ocorrendo. Estrelas jovens, quentes e azuis que se formaram a partir do gás emitem grandes quantidades de luz ultravioleta, radiação ionizante e aquecem o gás em torno deles. Regiões H II são frequentemente associados com nuvens moleculares gigantes. A primeira região H II é conhecida como Nebulosa de Orion descoberta em 1610 por Nicolas-Claude Fabri de Peiresc.	
Regiões H II são nomeados pela grande quantidade de hidrogênio atômico e ionizado, denominado pelos astrônomos H II (região HI sendo hidrogênio atômico neutro, e H2 sendo hidrogênio molecular). Elas têm morfologias extremamente diversificadas, porque a distribuição das estrelas e gás dentro deles é heterogênea. Elas, geralmente, tem filamentos e, às vezes mostrando formas bizarras, como a Nebulosa Cabeça de Cavalo. Das regiões HII podem nascer milhares de estrelas, durante um período de vários milhões de anos. No fim, explosões de supernovas e fortes ventos estelares das estrelas mais massivas do aglomerado estelar resultante irá dispersar os gases da região H II, deixando para trás um aglomerado aberto como as Plêiades.
Regiões H II podem ser vistas a distâncias consideráveis no universo e o estudo de regiões H II extragaláticas é importante na determinação da distância e da composição química de outras galáxias. Galáxias espirais e irregulares contêm uma grande quantidade de regiões H II, enquanto as galáxias elípticas são quase desprovidos deles. Nas galáxias espirais, incluindo a Via Láctea, as regiões H II são concentrados nos braços espirais, enquanto nas galáxias irregulares são distribuídos de maneira caótica. Algumas galáxias contêm grandes regiões H II, que podem conter dezenas de milhares de estrelas. Exemplos incluem a região da Nebulosa da tarântula na Grande Nuvem de Magalhães e NGC 604 na galáxia do Triângulo.

## Observações

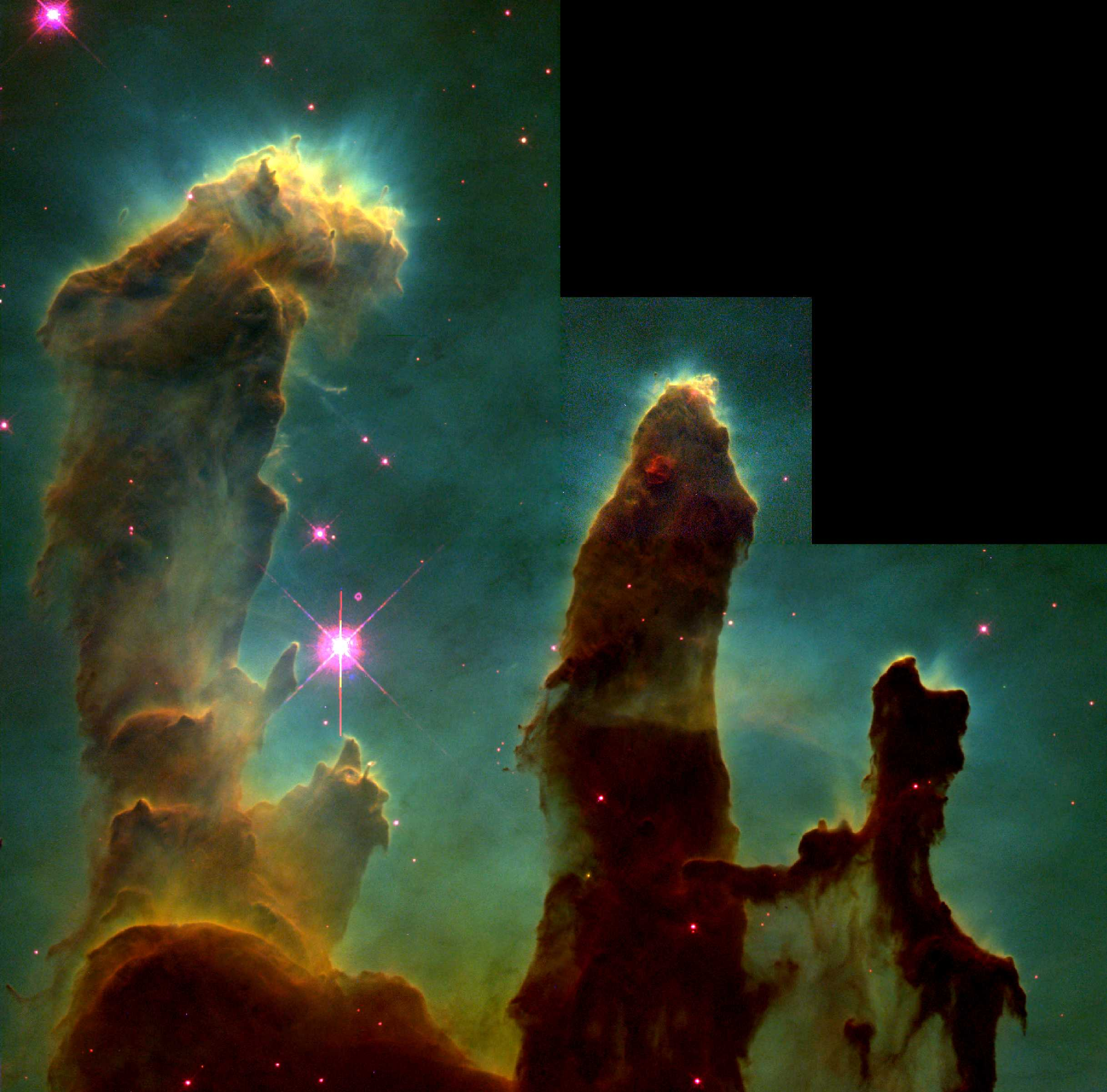
Regiões negras formadoras de estrelas na Nebulosa da Águia.

Algumas das regiões HII mais brilhantes são visíveis a olho nu. No entanto, nenhuma parece ter sido notada antes do advento do telescópio, no início do século XVII. Até mesmo Galileu não notou a Nebulosa de Órion quando ele primeiro observou o aglomerado estelar dentro dela (previamente catalogada como uma estrela única, θ Orionis, por Johann Bayer). O observador francês Nicolas-Claude Fabri de Peiresc é creditado com a descoberta da Nebulosa de Órion em 1610. Após essa observação, grande número de regiões HII têm sido descobertas na nossa galáxia e em outras.
William Herschel observou a Nebulosa de Órion em 1774 e descreveu-a como "uma neblina ardente não formada, o material caótico de futuros sóis". A confirmação desta hipótese teve que esperar outra centena de anos, quando William Huggins (ajudado pela mulher Mary Huggins) voltou o seu espectroscópio para várias nebulosas. Algumas, como a Nebulosa de Andrómeda, tinham espectros muito similares aos de estrelas, mas viu-se que eram galáxias que consistiam em centenas de milhões de estrelas individuais. Outras tinham aparência muito diferente. Em vez de de um forte continuo com linhas de absorção sobrepostas, a Nebulosa de Órion e outros objetos similares mostraram apenas um pequeno número de linhas de emissão. A mais brilhante destas estava a um comprimento de onda de 500,7 nanómetros, que não correspondia com a linha de nenhum elemento químico conhecido. Primeiramente foi colocada a hipótese de a linha ser devida a um elemento desconhecido, que foi chamado de Nebulium; uma ideia similar levou à descoberta de hélio através da análise do espectro do Sol, em 1868.
No entanto, enquanto que o hélio foi isolado na Terra logo após a sua descoberta o espectro do Sol, o Nebulium não foi. No início do século XX, Henry Norris Russell propôs que em vez de ser um novo elemento, a linha dos 500,7 nm era devida a um elemento familiar em condições não familiares.
Físicos mostraram na década de 1920 que em gás a extremamente baixa densidade, os eletrões podem popular níveis de energia metastáveis excitados, em átomos e íons que, a maiores densidades, são rapidamente desexcitados por colisões. Transições de eletrões desde estes níveis em oxigénio duplamente ionizado resultam no aparecimento da linha dos 500,7 nm. Estas linhas espectrais, que apenas podem ser vistas a muito baixas densidades de gases, são chamadas linhas proibidas. Observações espectroscópicas mostraram assim que as nebulosas eram compostas de gases extremamente rarefeitos.
Durante o século XX, observações mostraram que as regiões HII possuem muitas vezes estrelas quentes e brilhantes. Estas estrelas possuem muito mais vezes a massa do Sol, e são as estrelas de menor duração de vida, com apenas alguns milhões de anos (comparado com estrelas como o Sol, que têm durações de vida de alguns biliões de anos).
Conjeturou-se então que as regiões HII deveriam ser regiões nas quais novas estrelas estavam a ser formadas. Num período de vários milhões de anos, um conjunto de estrelas irá formar-se de uma região HII, antes que a pressão de radiação das jovens estrelas quentes resultantes cause que a nebulosa se disperse.
As Plêiades são um exemplo de um conjunto de estrela que dispersou a região HII da qual teve origem. Apenas alguns traços de nebulosidade de reflexão permaneceu.

## Origem e duração de vida

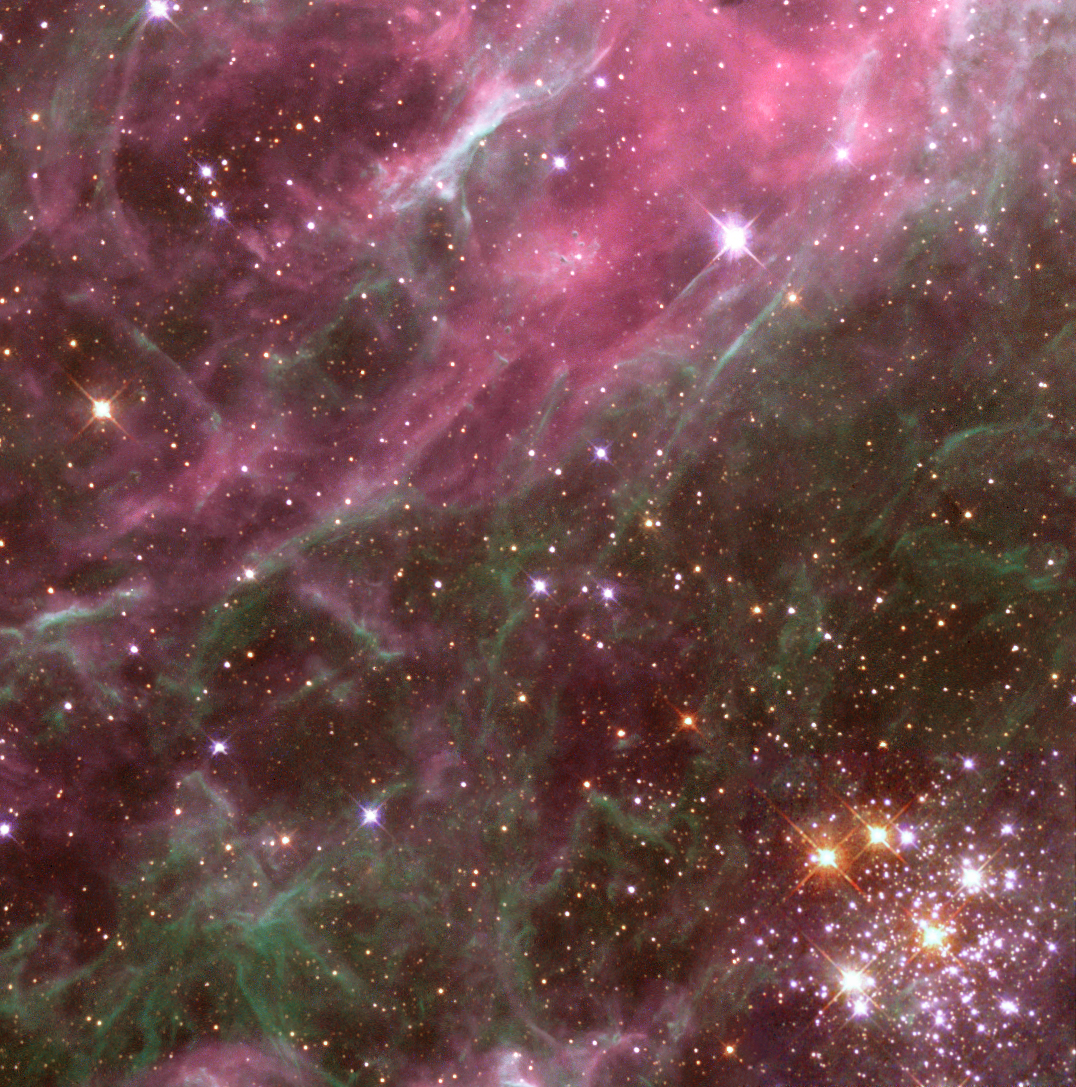
Uma pequena parte da Nebulosa da tarântula, uma região HII gigante na Grande Nuvem de Magalhães.

O precursor de uma região HII é uma nuvem molecular gigante. Uma nuvem molecular gigante é uma nuvem muito fria (10–20 K) e densa, consistindo maioritariamente de hidrogénio molecular. As nuvens moleculares gigantes podem existir num estado estável por longos períodos de tempo, mas ondas de choque devido a supernovas, colisões entre nuvens, e interações magnéticas podem iniciar o colapso de parte da nuvem. Quando isto ocorre, através de processo de colapso e fragmentação da nuvem, as estrelas nascem (ver evolução estelar para uma descrição mais alargada).
À medida que as estrelas nascem dentro de uma nuvem molecular gigante, as mais maciças atingem temperaturas quente o suficiente para ionizar o gás circundante. Logo após a formação de um campo de radiação ionizante, fotões energéticos criam uma frente ionizante que se movimenta através do gás circundante a velocidades supersónicas. A distâncias cada vez maiores da estrela ionizante, a frente de ionização abranda, enquanto a pressão do recém formado gás ionizado causa a expansão do volume ionizado. Eventualmente, a frente ionizante abranda para velocidades subsónicas e é ultrapassada pela frente de choque causada pela expansão da nebulosa. A região HII nasceu.
O tempo de vida de uma região HII é da ordem de alguns milhões de anos. A pressão da radiação das jovens estrelas quentes irá eventualmente afastar a maioria do gás. De fa(c)to, todo o processo tende a ser muito ineficiente, com menos de 10 por cento do gás na região HII formando em estrelas antes do resto ser afastado. Também contribuindo para a perda de gás estão as explosões de supernovas das estrelas mais maciças, que ocorrerão apenas depois de 1-2 milhões de anos.

## Viveiros de estrelas

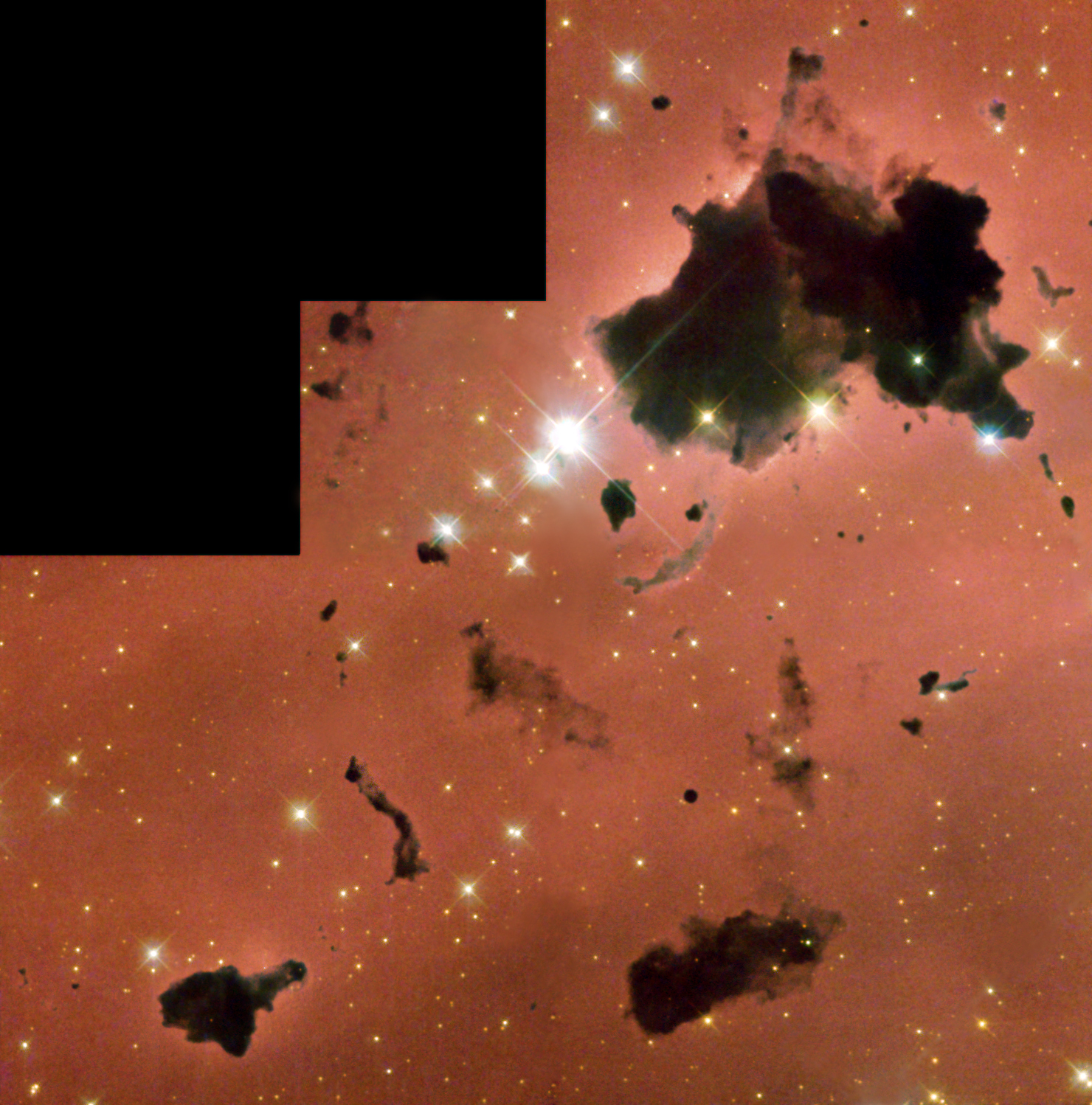
Um glóbulo de Bok na região HII IC 2944.

O nascimento de estrelas dentro de regiões HII permanece escondida de nós devido à existência de densas nuvens de gás e poeira que rodeiam as estrelas que estão a nascer. É apenas quando a pressão da radiação de uma estrela afasta o seu 'casulo' que é se torna visível. Antes disso, as regiões densas que contêm novas estrelas são muitas vezes visualizadas em silhueta contra o resto da nebulosa ionizada; estes fragmentos escuros são conhecidos como glóbulos de Bok, nomeados em honra do astrónomo Bart Bok, que propôs, na década de 1940, que estas regiões seriam locais de nascimento de estrelas.
A confirmação da hipótese de Bok teria que esperar até 1990, quando observações em infravermelhos finalmente penetraram a densa poeira dos glóbulos de Bok para revelar objetos estelares novos dentro da região. Atualmente pensa-se que um glóbulo de Bok típico contém 10 massas solares de material numa região com cerca de um ano-luz de diâmetro, e que os glóbulos Bok resultam de maneira comum na formação de sistemas estelares múltiplos ou duplos.
Para além de serem local de nascimento de estrelas, as regiões HII também mostram evidências de conterem sistemas planetários. O Telescópio Espacial Hubble revelou centenas de discos protoplanetários na nebulosa de Órion. Pelo menos metade das estrelas novas na nebulosa de Órion parecem ser rodeadas de discos de gás e poeiras, que se pensa conterem muitas vezes a matérias que seria necessário para criar sistemas planetários como o nosso.

## Características

### Características físicas
As regiões HII variam grandemente nas suas propriedades físicas. Atingem em tamanho desde as chamadas regiões ultra-compactas com talvez apenas um ano-luz ou menos de largura, até regiões HII gigantes com várias centenas de anos-luz de largura. O seu tamanho é também conhecido como raio de Strömgren e depende essencialmente da intensidade da fonte de fotões ionizantes e da densidade da região. As suas densidades variam de mais de um milhão de particulas por cm³ nas regiões HII ultra-compactas até tão pouco como algumas partículas por cm³ nas regiões maiores. Isto implica massas totais entre 10² e 105 massas solares.
Dependendo do tamanho da região HII, poderão haver milhares de estrelas dentro dela. Isto faz as regiões HII mais complicadas que as nebulosas planetárias, que possuem apenas uma fonte ionizante central. Tipicamente, as regiões HII alcançam temperaturas de 10.000 K. São na sua grande maioria ionizadas, e o gás ionizado (plasma) pode conter campos magnéticos com forças de vários nanoteslas. Os campos magnéticos são produzidos por cargas elétricas a moverem-se no plasma, sugerindo que as regiões HII também contêm campos elétricos.
Quimicamente, as regiões HII são compostas por 90% de hidrogénio. A forte linha de emissão de hidrogénio a 656.3 nm dá às regiões HII a sua característica cor vermelha. A maioria do resto de uma região HII consiste em hélio, com traços de elementos mais pesados. Ao longo da galáxia, sabe-se que a quantidade de elementos nas regiões HII decresce com o aumento da distância desde o centro da galáxia. Isto acontece porque ao longo do tempo de vida da galáxia, a taxa formação de estrelas foi maior nas regiões centrais mais densas, resultando num maior enriquecimento no meio interestelar com os produtos da nucleossíntese.

### Número e distribuição

Fiadas de regiões HII delineiam os braços da Galáxia do Rodamoinho

As regiões HII são apenas encontradas em galáxias espirais como a nossa e em galáxias irregulares. Nunca são encontradas em galáxias elípticas. Em galáxias irregulares, podem ser encontradas por toda a galáxia, mas nas espirais elas são quase invariavelmente encontradas nos braços desta. Grandes galáxias espirais podem conter milhares de regiões HII.
A razão porque as regiões HII não são encontradas em galáxias elípticas é que pensa-se que as elípticas se formam através de junção de galáxias. Em aglomerados de galáxias, tais junções são frequentes. Quando as galáxias colidem, as estrelas individuais quase nunca colidem, mas as nuvens moleculares e as regiões HII em galáxias que estão a colidir são severamente agitadas. Sob tais circunstâncias, enormes erupções de formação de estrelas são iniciadas, tão rápido que a maioria do gás é convertido em estrelas ao invés dos normais 10% ou menos.
As galáxias que sofrem tal rápida formação de estrelas são conhecidas como galáxias starbust. A galáxias elípticas pós-junção têm um conteúdo muito baixo em gás, e como tal as regiões HII não podem mais ser formadas. Observações efetuadas no século XXI mostraram que um número muito pequeno de regiões HII existem fora de galáxias. Estas regiões HII intergalácticas são provavelmente os remanescentes de disrupção de galáxias pequenas.

### Morfologia
As regiões HII apresentam uma enorme variedade de tamanhos. Cada estrela dentro de uma região HII ioniza uma região quase esférica, conhecida como esfera de Strömgren, de gás que a circunda, mas a combinação das esferas de ionização de múltiplas estrelas dentro de uma região HII e a expansão da nebulosa aquecida em direção aos gases circundantes com pronunciados gradientes de densidade, resulta em formas complexas. Explosões de supernovas podem também esculpir regiões HII. Em certos casos, a formação de um grande aglomerado estelar dentro de uma região HII resulta na região se tornar oca a partir de dentro. Este é caso da NGC 604, uma região HII gigante na galáxia do Triângulo.

### Zona de ionização estelar
Dentro de uma região HII, não só se encontram zonas fotoionizadas rodeando as estrelas jovens, mas também contêm outro tipo de zonas conhecidas como regiões fotodissociadas. Estes 2 tipos de regiões têm diferentes estruturas e tamanhos, os quais dependem da temperatura e luminosidade da estrela à qual rodeiam e da densidade do meio em que se encontram. As estrelas de maior magnitude produzem grande quantidade de radiação ultravioleta (UV) causando grandes zonas fotoionizadas e fotodissociadas, em contraste com as estrelas de menor magnitude, as quais ao não produzirem uma quantidade considerável de UV criam zonas fotoionizadas muito pequenas; no entanto, estas têm fluxos de fotões dissociantes que criam uma zona fotodissociada de tamanho considerável.

### Cálculo da esfera de Strömgren nas regiões HII
Para se calcular o raio de Strömgren nas regiões HII utilizam-se dois métodos:
- O limite de radiação: O gás em volta das regiões HII é denso e de grande extensão, o que causa que o número de recombinações eventualmente se equilibre com o número de ionizações. Isto define a diferença entre as regiões HII e HI e o estado de uma região HI quando começa um processo de ionização que a converterá numa região HII é conhecido como zona de transição. O raio da esfera de Strömgren (zona ionizada) depende de dois fatores: a temperatura estelar e a densidade do hidrogénio da área, tanto ionizado como neutro. O raio da esfera e a temperatura estelar são diretamente proporcionais, mas a sua densidade (do hidrogénio) é inversamente proporcional.
- O limite da matéria: O gás contido dentro de toda a extensão da nebulosa limita a forma e tamanho das regiões HII, causando que estas adquiram formas extremamente complexas e assimétricas. É aplicável este conceito a nebulosas como a Nebulosa Laguna (M8 - NGC 6523).

## Regiões HII notáveis
Notáveis regiões HII galácticas incluem a nebulosa de Órion, a nebulosa de Eta Carinae e o Complexo Berkeley 59 / Cepheus OB4. A nebulosa de Órion de uma nuvem molecular gigante que se fosse visível ocuparia a maioria da constelação de Órion. A nebulosa Cabeça de Cavalo e o Loop de Barnard são outras duas partes iluminadas desta nuvem de gás.
A Grande Nuvem de Magalhães, uma galáxia satélite da Via Láctea, contém uma região HII gigante denominada Nebulosa da tarântula. Esta nebulosa é muito maior que a nebulosa de Órion, e está a formar milhares de estrelas, algumas das quais com massas 100 vezes superiores à do Sol. Se a nebulosa da tarântula estivesse tão perto da Terra como está da nebulosa de Órion, brilharia tão forte como a lua cheia no céu noturno. A supernova SN 1987A ocorreu na vizinhança da nebulosa da tarântula.
A NGC 604 é ainda maior que a nebulosa da tarântula, com 1300 anos-luz de diâmetro, apesar de conter ligeiramente menos estrelas. É uma das maiores regiões HII no Grupo Local.

## Nebulosas da região

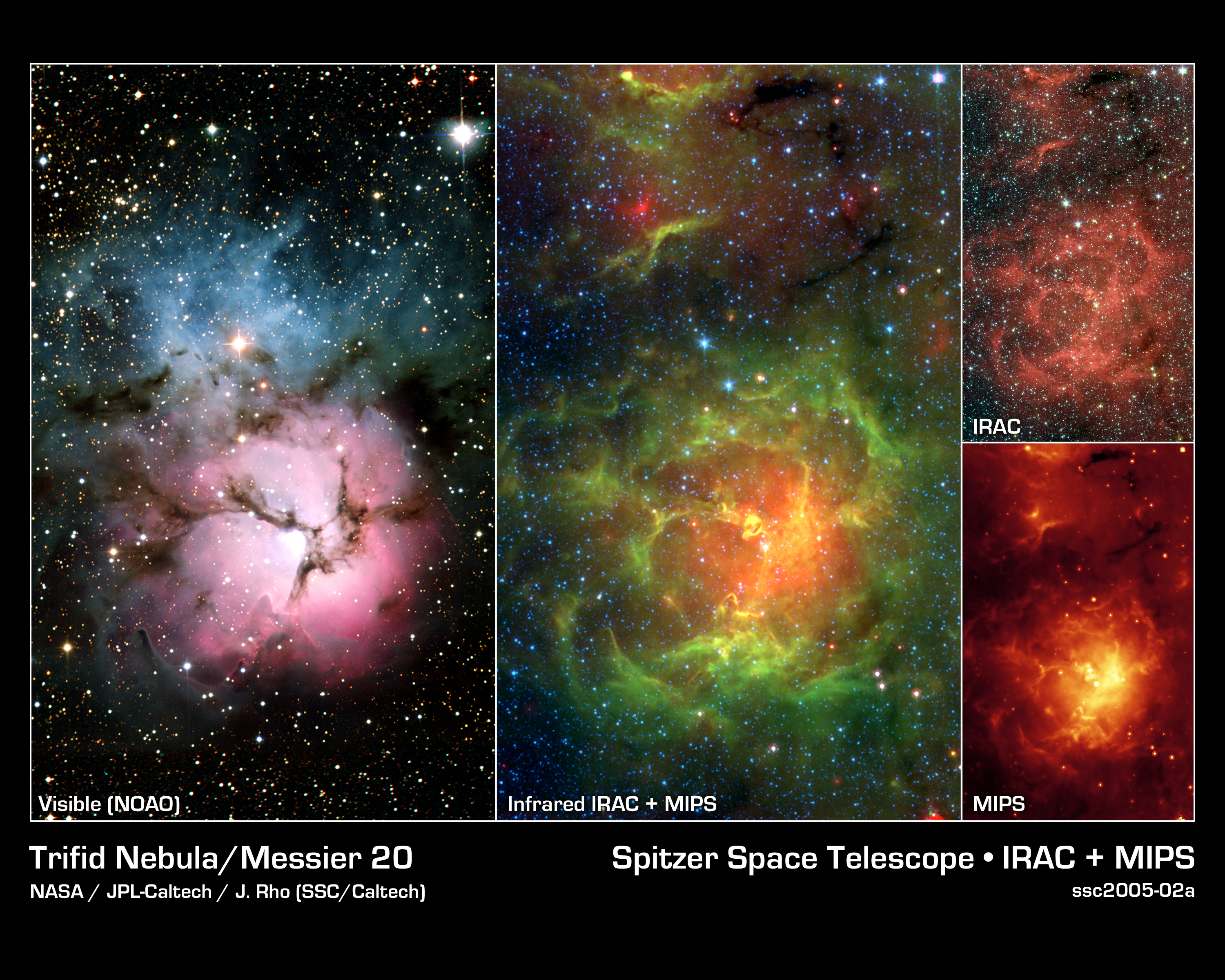
Comparação de la Nebulosa Trífida vista sob diferentes comprimentos de onda.

| Nome comum                     | Número NGC           | Número Messier | Constelação | Distância (a.-l.) |
| ------------------------------ | -------------------- | -------------- | ----------- | ----------------- |
| Nebulosa de Órion              | NGC 1976, 1982       | M 42, 43       | Órion       | 1.500             |
| Nebulosa do Cone               | NGC 2264             | -              | Monoceros   | 2.600             |
| Nebulosa da Águia              | NGC 6611             | M 16           | Serpens     | 7.000             |
| Nebulosa Califórnia            | NGC 1499             | -              | Perseus     | 1.000             |
| Nebulosa de Eta Carinae        | NGC 3372             | -              | Carina      | 6.500-10.000      |
| Nebulosa da América do Norte   | NGC 7000             | -              | Cygnus      | 2.000-3.000 (?)   |
| Nebulosa Laguna                | NGC 6523             | M 8            | Sagittarius | 5.200             |
| Nebulosa Trífida               | NGC 6514             | M 20           | Sagittarius | 5.200             |
| Nebulosa da Roseta             | NGC 2237-2239 + 2246 | -              | Monoceros   | 5.000             |
| Nebulosa Omega                 | NGC 6618             | M 17           | Sagittarius | 5.000-6.000       |
| NGC 3603                       | NGC 3603             | -              | Carina      | 20.000            |
| Nebulosa da Tarântula          | NGC 2070             | -              | Dorado      | 160.000           |
| Nebulosa da Cabeça de Fantasma | NGC 2080             | -              | Dorado      | 168.000           |
| NGC 604                        | NGC 604              | -              | Triangulum  | 2.400.000         |

## Assuntos correntes em estudos sobre regiões HII

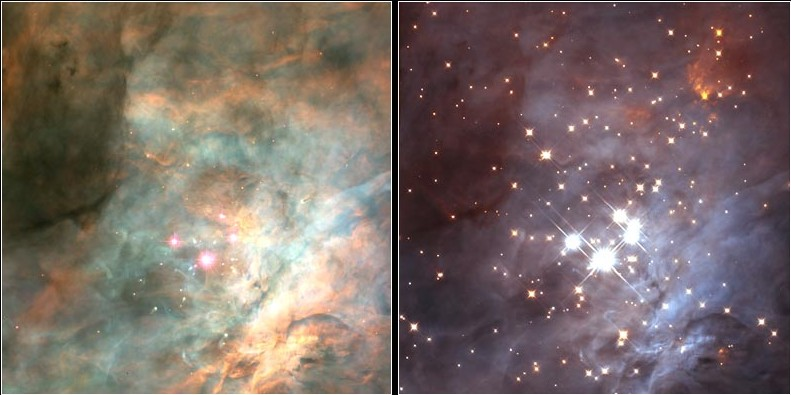
Imagens ópticas revelam nuvens de gás e poeiras na nebulosa de Orion; uma imagem de infravermelhos (direita) revela as novas estrelas a brilhar dentro da nebulosa.

Assim como em nebulosas planetárias, determinações da abundância de elementos em regiões HII são sujeitas a alguma incerteza. Existem duas maneiras diferentes de determinar a abundância de metais (isto é, elementos que não hidrogénio e hélio) em nebulosas, que se baseiam em diferentes tipos de linhas espectrais. Grandes discrepâncias são por vezes vistas entre os resultados derivados destes dois métodos. Alguns astrónomos pensam ser devido à presença de pequenas flutuações de temperatura dentro das regiões HII; outros pensam que as discrepâncias são demasiado grandes para serem explicadas por efeitos de temperatura, a colocam a hipótese da existência de regiões frias contendo muito pouco hidrogénio para explicar as observações.
Os detalhes completos da maciça formação de estrelas dentro de regiões HII não são ainda bem conhecidos. Dois principais problemas atrasam a pesquisa nesta área. Primeiro, a distância da Terra até grandes regiões HII é considerável, com as regiões HII mais próximas localizadas acima dos 1000 anos-luz de distância; outras regiões HII estão a várias vezes essa distância da Terra. Segundo, a formação dessas estrelas é largamente obscurecida por poeira, tornando as observações em luz visível impossíveis. Ondas de rádio e luz infravermelha podem penetrar a poeira, mas as estrelas mais novas podem não emitir muita luz nestas frequências.